# 부산진여자상업고등학교
부산진여자상업고등학교(釜山鎭女子商業高等學校)는 대한민국 부산광역시 부산진구 양정동에 있는 공립 고등학교이다.

## 학교 연혁
- 1954년 9월 21일 : 부산북여자상업고등학교 설립 인가
- 1954년 10월 25일 : 부산개성중학교에서 개교
- 1955년 8월 9일 : 경남여자상업고등학교로 교명변경
- 1961년 2월 3일 : 부산진여자상업고등학교로 교명 변경
- 1961년 11월 6일 : 부산시 부산진구 전포동 381번지(부산진여자중학교 구내)에 교사 이전
- 1969년 12월 7일 : 현 교사로 이전 (부산진구 양정동 74의 159) (대지 14,113m2, 건물 6,038.7m2)
- 1993년 5월 12일 : 본관 4층 6개 교실 증축
- 1993년 10월 25일 : 덕성교육관 준공
- 2003년 3월 1일 : 부산광역시 교육청 지정 자율학교 운영 (~ 2006. 02. 28)
- 2007년 3월 1일 : 교육인적자원부지정 정책 연구학교(영역 특성화, 2년)
- 2007년 8월 27일 : 전문계 특성화고등학교 개편(경영분야) 학칙변경 1학년 공통계열(10학급), 2학년 유통경영과(4학급), 금융경영과(3학급), 지식경영과(3학급)
- 2010년 3월 1일 : 직업교육 연구학교(교육과학기술부요청 부산광역시교육청지정, 3년)
- 2010년 7월 1일 : 다목적 강당 증축공사
- 2023년 9월 1일 : 제26대 오창보 교장 취임
- 2024년 2월 8일 : 제68회 졸업식(졸업생 142명, 졸업생 누계 24,549명)
- 2024년 3월 4일 : 제71회 입학식(신입생 145명)

## 설치 학과
- 공통과정(전문계)
- 유통경영과
- 금융경영과

## 참고 자료
- 부산진여자상업고등학교 - 한국교육학술정보원 학교알리미